# Heart Eyes – Der Pärchen-Killer
Heart Eyes – Der Pärchen-Killer (Originaltitel: Heart Eyes, deutsch: „Herzaugen“) ist eine US-amerikanische romantische Slasherkomödie von Regisseur Josh Ruben, die am 7. Februar 2025 in die US-amerikanischen Kinos kam und am 18. August in Deutschland veröffentlicht wurde. In den Hauptrollen verkörpern Olivia Holt und Mason Gooding zwei Arbeitskollegen, auf die es ein mysteriöser Serienkiller abgesehen hat.

## Handlung
Ein Serienkiller namens „Heart Eyes“, der es insbesondere auf Liebespaare abgesehen hat, sucht Seattle heim. Als die beiden Arbeitskollegen Ally und Jay am Valentinstag Überstunden machen, werden sie von Heart Eyes versehentlich für ein Paar gehalten. Beide müssen nun die romantischste Nacht des Jahres damit verbringen, um ihr Leben zu rennen.

## Produktion
Bei der Slasher-Romcom Heart Eyes – Der Pärchen-Killer handelt es sich um die erste größere Studioproduktion des Filmemachers Josh Ruben, der zuvor mit den beiden positiv rezipierten Independentfilmen Scare Me (2020) und Werewolves Within (2021) erste Regieerfahrungen gesammelt hatte. Das Drehbuch wurde von Michael Kennedy, Christopher B. Landon und Phillip Murphy geschrieben, während Landon gemeinsam mit Greg Gilreath und Adam Hendricks auch als Produzent für Spyglass Entertainment tätig war.
In den Hauptrollen verkörpern Olivia Holt und Mason Gooding die beiden Arbeitskollegen Ally und Jay, auf die es der mysteriöse Heart-Eyes-Killer am Valentinstag abgesehen hat. Für Holt stellte der Film dabei nach einer kleineren Nebenrolle in Totally Killer die erste größere Studioproduktion dar, während Gooding zuvor durch sein Mitwirken innerhalb der Scream-Reihe größere Bekanntheit erlangte. Neben den beiden sind Michaela Watkins als Allys Chefin Crystal, Gigi Zumbado als ihre beste Freundin Monica sowie Devon Sawa und Jordana Brewster als zwei Polizisten zu sehen. Weiteren Nebenrollen übernahmen Latham Gaines, Chris Parker und Yoson An.
Die Dreharbeiten mit Kameramann Stephen Murphy erfolgten im Juni 2024 in Neuseeland. Das Budget betrug rund 18 Millionen US-Dollar. Die Filmmusik komponierte Jay Wadley.
Ein erster Teaser zum Film wurde am 31. Oktober 2024 veröffentlicht; ein Trailer folgte am 7. Januar 2025. Im Anschluss erfolgte eine erste Vorführung von Heart Eyes am 4. Februar 2025 auf dem Beyond Fest in Santa Monica, ehe der Film drei Tage später durch Sony in die US-amerikanischen Kinos kam. In Deutschland ist Heart Eyes – Der Pärchen-Killer seit dem 18. August 2025 digital erhältlich.

## Synchronisation
Die deutschsprachige Synchronisation entstand nach einem Dialogbuch und unter der Dialogregie von Tom Sielemann bei Iyuno Germany.
| Rolle                   | Darsteller       | Synchronsprecher  |
| ----------------------- | ---------------- | ----------------- |
| Ally McCabe             | Olivia Holt      | Olivia Büschken   |
| Jay Simmons             | Mason Gooding    | Patrick Roche     |
| Monica                  | Gigi Zumbado     | Marieke Oeffinger |
| Crystal Cane            | Michaela Watkins | Schaukje Könning  |
| Detective Zeke Hobbs    | Devon Sawa       | Tobias Kluckert   |
| Detective Jeanette Shaw | Jordana Brewster | Ranja Bonalana    |
| David Shaw              | Yoson An         | Florian Knorn     |

## Rezeption
Heart Eyes – Der Pärchen-Killer konnte 80 % der 161 bei Rotten Tomatoes gelisteten Kritiker überzeugen. Als Fazit zieht die Seite, die Mischung aus Slasher und süßer Romcom bringe beide Genres genial auf den Punkt und serviere einen blutigen Valentinstag, der das Herz höher schlagen lasse. Bei Metacritic erhielt der Film basierend auf 28 Rezensionen einen Metascore von 61 von 100 möglichen Punkten.
Als intelligentes, selbstbewusstes und befriedigendes Werk wird Heart Eyes von Courtney Howard in ihrer Filmkritik für Variety bezeichnet. Die höchst unterhaltsame Mischung auf Slasher und Romcom überzeuge durch einen herrlich spritzigen Charme und präsentiere Witze und Schockmomente auf kreative und urkomische Weise. Die Kernelemente beider Genres würden dabei überraschend gut zusammen funktionieren, wobei typische Romcom-Momente durch Spannung einen neuen Glanz erhielten. Jeder der blutig inszenierten Morde werde so durch überraschende Elemente unvergesslich; Hauptdarstellerin Olivia Holt meistere außerdem sowohl die romantischen als auch spannenden Untertöne mit lebhafter Begeisterung. Einzig die zwischenzeitlich etwas stockende Erzählung und die unglaubwürdige Auslösung werden von Howard als Kritikpunkte aufgeführt.
Auch für Frank Scheck vom Hollywood Reporter komme die offensichtliche Affinität der Verantwortlichen zum Genre in jedem Bild zum Ausdruck. Heart Eyes sei so gleichzeitig Hommage und Parodie der Inspiration Scream und habe dabei viele clevere Details zu bieten. Es mangele auch nicht an einfallsreichem Gemetzel, das selbst die blutrünstigsten Gore-Fans zufriedenstellen dürfte, doch insgesamt fühle sich die Geschichte etwas zu vertraut und die finale Auflösung zu vorhersehbar und übertrieben an.
Benjamin Lee vom Guardian bemängelt hingegen, dass die peinliche Mischung aus fader Romcom und Horror-Schund an beiden Fronten scheitere. Das witzige Konzept ergebe auf dem Papier zwar Sinn und sei als Rip-off von Scream leicht zu verkaufen, werde auf der Leinwand allerdings unzureichend umgesetzt und dadurch schnell langweilig. Das Drehbuch von Michael Kennedy, Christopher B. Landon und Phillip Murphy sei dabei nicht klug genug, mehr zu tun, als nur Klischees zu recyceln, wodurch das dumme Verhalten sämtlicher Figuren eher in die Richtung einer Horrorparodie gehe. Daneben würden auch viele Witze nicht zünden, während Regisseur Josh Ruben ebenso wenig Spannung aufbauenden könne. Das finale Ergebnis aus uninteressanter Romanze, unlustiger Komödie und zumindest einfallsreichen Gore-Elementen fühle sich insgesamt so sehr unharmonisch an.
Am Startwochenende belegte Heart Eyes – Der Pärchen-Killer in den Vereinigten Staaten mit Einnahmen in Höhe von 8,5 Millionen US-Dollar den zweiten Platz der US-amerikanischen Kino-Charts. Die weltweiten Einnahmen aus Kinovorführung belaufen sich auf 33,0 Millionen US-Dollar.